# جبار مهنا
اللواء جبار مهنا المولود في تيزي وزو . تدرج بعد الاستقلال إلى الجيش الجزائري، وترقى إلى رتبة ملازم وتوكل العديد من المسؤوليات وفي سنة 2005 ترقى إلى رتبة جنرال وصار مدير دائرة الاستعلام والأمن الجزائرية ترقى في سنة 2009 إلى رتبة لواء وتعددت مسؤولياته إلى أن ان يتم عزله عن منصبه بأمر من رئيس الجمهورية عبد العزيز بوتفليقة. وتولى رئاسة المديرية العامة للتوثيق والأمن الخارجي (DGDSE) منذ سبتمبر 2022.